# Qantas-Flug 32

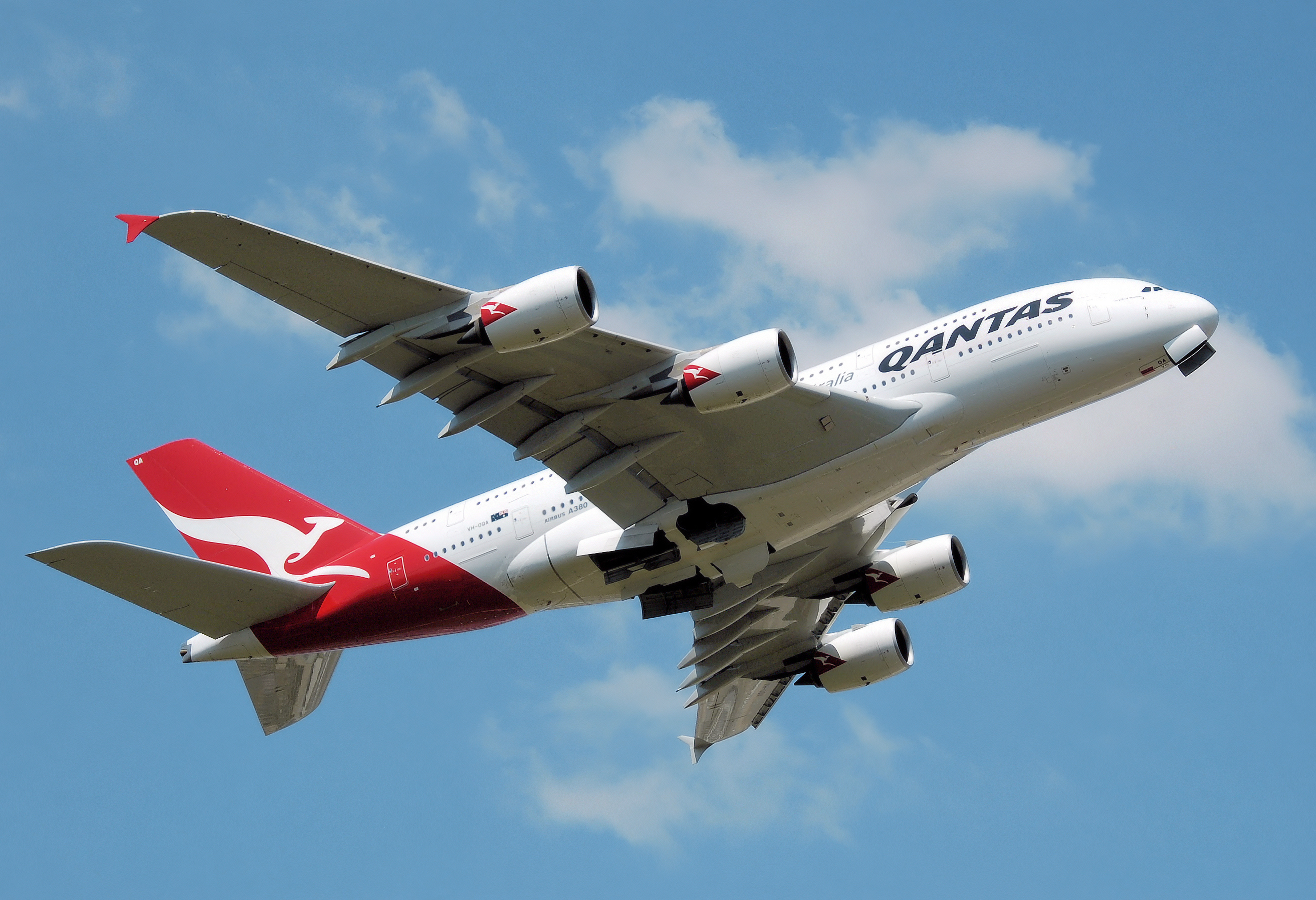
Airbus A380 (VH-OQA) der Fluggesellschaft Qantas beim Start in Heathrow

Qantas-Flug 32 war ein Flug eines Airbus A380 der australischen Fluggesellschaft Qantas, der sich am 4. November 2010 auf dem Weg von London Heathrow Airport nach Sydney Airport befand. Kurz nach einem planmäßigen Zwischenstopp am Changi Airport in Singapur versagte ein Triebwerk und es kam zu einem sogenannten uncontained engine failure (deutsch uneingedämmtes Triebwerksversagen). Das Flugzeug konnte landen und es wurde niemand verletzt.

## Flugzeug
Das Flugzeug war in Australien als VH-OQA registriert und wurde zu Ehren der australischen Flugpionierin Nancy Bird Walton getauft, es war Qantas erster A380 von der Unterserie 842. Das Flugzeug mit der Seriennummer 014 war am 18. September 2008 ausgeliefert worden und wird von vier Rolls-Royce Trent 972 Triebwerken angetrieben.
Am Unfalltag, dem 4. November 2010, befanden sich 440 Passagiere, 5 Piloten und 24 Flugbegleiter an Bord.
Im April 2012 wurde die Maschine wieder in Betrieb genommen und flog am 22. April 2012 nach Sydney. Die Reparaturen an der beschädigten Flügelstruktur und den hydraulischen, pneumatischen und elektrischen Systemen kosteten insgesamt 144 Mio. US-Dollar.

## Ablauf
Über der indonesischen Insel Batam zerbrach beim Triebwerk Nummer 2, dem inneren Triebwerk der linken Tragfläche, um 10:01 Uhr Ortszeit (02:01 UTC) die Mitteldruck-Turbinenscheibe (intermediate pressure turbine disc). Trümmerteile hatten die Triebwerksverkleidung durchschlagen („uncontained engine failure“) und durchschlugen weiter die linke Tragfläche an vier Stellen. Wichtige Teile des Fahrwerks, des Flügels, des Treibstoffsystems sowie Steuer- und Kontrollsysteme des Triebwerks Nummer 1 (äußeres linkes Triebwerk) wurden dabei beschädigt. Im beschädigten Treibstoffsystem im Flügel  entstand ein Feuer im linken Tragflächentank, das vermutlich von selbst erlosch. Ein Brand im Treibstofftank beschädigte ein Hydrauliksystem und das Antiblockiersystem (ABS).
Das Flugzeug war nur 4 Minuten vor dem Vorfall vom Changi Airport in Singapur gestartet. Von den Passagieren und Besatzungsmitgliedern kam niemand zu Schaden. Entgegen ersten anderslautenden Berichten wurden laut ATSB-Abschlussbericht auf der Insel Batam keine Personen durch herabstürzende Triebwerksteile verletzt. Die Piloten entschieden sich, mit dem schweren Flugzeug in Warteschleifen rund 55 Kilometer östlich vom Changi Airport zu kreisen, um die Lage einschätzen zu können. Durch die Schäden in der Tragfläche arbeiteten die hydraulischen Systeme nur noch sehr eingeschränkt; unter anderem funktionierten die Auftriebshilfen nicht mehr richtig, und auch das Fahrwerk musste manuell ausgefahren werden. Sie brauchten etwa 50 Minuten, um die letzte Lagebeurteilung vorzunehmen. Weil unter anderem der Treibstoffnotablass nicht mehr funktionierte, landete die A380 nach 1 h 49 min Flugzeit 41 Tonnen über dem Maximalen Gesamtlandegewicht (MLW) und mit „Schieflage“: Zwischen der linken und rechten Tragfläche gab es einen Gewichtsunterschied von 10 Tonnen. Der überwachende Check-Kapitän gab während der Landevorbereitung die Parameter für eine Landung in Changi in die Lande-Performance-Anwendung (LPA) auf seinem Laptop ein, unter anderem das maximale Gesamtlandegewicht des Flugzeugs, die Landebahndaten, die Wetterbedingungen und insgesamt neun ausgefallene Flugzeugsysteme: Die nicht funktionierenden Auftriebshilfen an den Flügelvorderkanten, die eingeschränkte Bremsfunktion, die verminderte Anzahl funktionierender Bremsklappen und die inaktive linke Schubumkehrvorrichtung führten zu einer anormalen Landekonfiguration, die wiederum die Berechnung der benötigten Landebahnlänge beeinflusste. Für jedes nicht zur Verfügung stehende System setzte die LPA einen zusätzlichen Sicherheitsaufschlag in die Längenberechnung ein, also insgesamt neunmal. Die errechnete benötigte Landebahnlänge war dadurch länger als die verfügbare und das LPA meldete daher „Kein Ergebnis“. Der Check-Kapitän berechnete daraufhin die Lande-Performance-Daten erneut, verwendete dabei aber das tatsächliche, um 41 Tonnen höhere Fluggewicht. Diese überarbeitete Berechnung ergab, dass eine Landung auf der Landebahn 20C möglich wäre, mit einer verbleibenden Pistenlänge von 100 Metern. Die Piloten entschieden, die Landung auf dieser Grundlage durchzuführen. Der Airbus kam nach der erfolgten Landung 150 m vor dem Bahnende zum Stillstand.

## Auswirkungen
Zum Zeitpunkt des Unfalls waren 39 Airbus A380 für fünf Fluggesellschaften im Einsatz: Air France, Emirates, Lufthansa, Singapore Airlines und Qantas. Es kam auch bei Lufthansa und Singapore Airlines zu Stilllegungen, Überprüfungen und Austauschen von Triebwerken bei A380-Flugzeugen mit Rolls-Royce-Triebwerken (derselbe Triebwerkshersteller wie bei Qantas-Flug 32). Air France und Emirates waren nicht betroffen, weil sie Engine-Alliance-Triebwerke einsetzten.
Qantas ist derzeit die einzige Fluggesellschaft, die den Airbus A380-842 mit den etwas stärkeren Rolls-Royce-Trent-972-Triebwerken einsetzt. Als sie bei einer sofort durchgeführten Kontrolle an drei weiteren Triebwerken ihrer A380-842 Öllecks fand, belegte sie all ihre sechs A380 mit einem Startverbot. Nach gut drei Wochen wurden zwei davon wieder in Betrieb genommen.

## Untersuchung
Die Unfallursache war eine Fehlbohrung an einem Ölzufuhrstutzen in der Turbine des Triebwerks. Dadurch kam es zu einem Ermüdungsriss, sodass Öl austrat und sich selbst entzündete. Dieses Feuer führte zu einem Hitzeschaden an der Turbinenscheibe, die ihre Kraftanbindung zur Antriebswelle verlor und auf eine Drehzahl beschleunigte, die ihre strukturelle Kapazität überschritt. Die (Flieh-)Kräfte zerrissen die Turbinenscheibe in drei Hauptteile, die die Triebwerksverkleidung durchschlugen, was zu den weiteren Beschädigungen führte.
Der Ermüdungsbruch lag im Turbinenlager zwischen der Hoch- und der Mitteldruckturbine des Triebwerks als Folge einer nicht zentrisch ausgeführten Bohrung (das Rohr wurde offenbar durch zwei von beiden Enden ausgehende Bohrungen aus einem soliden Werkstück herausgearbeitet). Die EASA nennt nach vorläufigen Erkenntnissen einen Ölaustritt an einem defekten Lager als Fehlerquelle. Auslaufendes Öl entzündete sich und führte zu Überhitzung. Als Folge davon brach in der Mitteldruckturbine eine Scheibe, und die Trümmer der Scheibe durchschlugen die Turbinenverkleidung und die Tragfläche. Dieses als Ölbrand bekannte Phänomen war von der EASA im August 2010 in einer Direktive als mögliche Folge einer festgestellten stärkeren Abnutzung bestimmter Teile in Triebwerken der Trent-900-Reihe beschrieben worden. Auch vor dem möglichen Austreten von Teilen aus dem Triebwerk wurde in dieser Direktive gewarnt. Ferner sah die Direktive verschärfte Kontrollen aller Triebwerke dieser Reihe vor.